# アンデルス・ドライヤー
アンデルス・ラウストルップ・ドライヤー（Anders Laustrup Dreyer、1998年5月2日 - ）は、デンマーク・ブラミン出身のサッカー選手。RSCアンデルレヒト所属。ポジションはフォワード。

## クラブ経歴
エスビャウfBで育成され、U-19チームの所属していた時、クラブと3年間のプロ契約を結んだ。2017年4月2日、ラナースFCとのリーグ戦にて、途中交代でトップチームデビューを果たした。4月22日のACホーセンスではプロ初ゴールも決めている。
2017-18シーズン、エスビャウのトップチームに昇格すると、デンマーク2部リーグで得点を量産し、シーズン18ゴールを挙げた。これにより、当時19歳だったドライヤーはリーグ得点王に輝くとともにクラブの1部昇格に貢献した。
2018年8月7日、デンマークでの活躍からブライトン・アンド・ホーヴ・アルビオンFCに約220万ユーロで引き抜かれ、U-23チームに登録された。2019年1月、ブライトンで出場機会を掴めなかったことでスコットランドのセント・ミレンFCに1シーズンの契約でレンタルされた。しかし、膝の負傷によって4月にブライトンへと返却された。
2019年8月23日、2019-20シーズンはオランダのSCヘーレンフェーンにレンタルされることが発表された 。8日後のフォルトゥナ・シッタート戦で移籍後初出場を飾った。
2020年1月6日、FCミッティランはドライヤーの獲得と、4年半契約の締結を発表した。加入後の2試合で2ゴール1アシストを記録するなど、華々しいデビューを飾り、2020年2月のリーグ最優優秀選手に選出された。
2021年8月28日、5年契約でロシアのFCルビン・カザンに移籍。
FCミッティランへのレンタル移籍を経て、2022年7月6日、同クラブに4年契約で完全移籍をした。
2023年1月15日、RSCアンデルレヒトに移籍し、4年半契約を結んだ。

## 代表経歴
2021年11月12日、2022 FIFAワールドカップ・ヨーロッパ予選のフェロー諸島代表戦で代表初出場。
UEFA EURO 2024に選出

## タイトル

### クラブ
FCミッティラン
- デンマーク・スーペルリーガ : 1回 (2019-20)
- デンマーク・カップ : 1回 (2021-22)

### 個人
- デンマーク・ファーストディビジョン得点王 : 1回 (2017-18)
- デンマーク・スーペルリーガ月間最優秀選手 : 1回 (2020年2月)